# Arade
Arade je řeka v Portugalsku, dlouhá 75 km. Pramení v pohoří Serra do Caldeirão v nadmořské výšce 481 m, protéká regionem Algarve a ústí do Atlantiku nedaleko města Portimão. Nejdelším přítokem je Odelouca. Na řece byly postaveny přehrady Barragem de Arade a Barragem do Funcho.
Řeka protéká městem Silves, kde se nachází most z 15. století. Silves býval významným přístavem vyvážejícím korek, ale zanášení dolního toku Arade způsobilo, že je řeka splavná již jen pro malé čluny.
V ústí řeky se nachází pláž Praia da Rocha, hojně navštěvovaná turisty. Podél dolního toku roste slanobýl a opadavec a žije zde vodní ptactvo, např. plameňák růžový, kormorán velký, kolpík bílý, racek žlutonohý a čáp bílý.  